# La Pueblanueva
La Pueblanueva – gmina w Hiszpanii, w prowincji Toledo, w Kastylii-La Mancha, o powierzchni 122,1 km². W 2011 roku gmina liczyła 2394 mieszkańców.